# Cornay
Cornay é uma comuna francesa na região administrativa de Grande Leste, no departamento Ardenas. Estende-se por uma área de 11,25 km². Em 2010 a comuna tinha 66 habitantes (densidade: 5,9 hab./km²).